# Screamadelica
Screamadelica är Primal Screams tredje album, producerat av bland andra Andrew Weatherall, The Orb, Hugo Nicholson och Jimmy Miller och släpptes i september 1991. Screamadelica blev bandets stora kommersiella genombrott och räknas idag som ett banbrytande album som korsbefruktade klassisk rock 'n' roll med elektronisk klubbmusik.
Screamadelica blev belönat med det prestigefyllda Mercury Music Prize och hamnade 1994 på åttonde plats i tidningen Pops lista över världens hundra bästa skivor.
2011 gjordes en dokumentär om inspelningen av albumet i serien Classic Albums.

## Låtlista
Låtarna skrivna av Bobby Gillespie, Andrew Innes och Robert Young, utom "Slip Inside This House" (Roky Erickson, Tommy Hall). 
1. "Movin' on Up" – 3:47
2. "Slip Inside This House" (Erickson/Hall) – 5:14
3. "Don't Fight It, Feel It" – 6:51
4. "Higher Than the Sun" – 3:36
5. "Inner Flight" – 5:00
6. "Come Together" – 8:04
7. "Loaded" – 7:01
8. "Damaged" – 5:37
9. "I'm Comin' Down" – 5:59
10. "Higher Than the Sun" [A Dub Symphony In Two Parts] – 7:37
11. "Shine Like Stars" – 3:45